# Église Saint-Laurent de Prusly-sur-Ource
L'église Saint-Laurent est une église catholique située dans la commune de Prusly-sur-Ource dans le département de la Côte-d'Or, en France.

## Histoire
En 1853, réfection de la flèche après exhaussement de la tour du clocher. En 1888, démolition et réfection de l'ensemble des charpentes, de la couverture originellement en laves et rehaussement du pignon antérieur.
En partie reconstruite au milieu du XXe siècle la nouvelle église a conservé le portail de l'ancienne daté de la limite XIe siècle et du XIIe siècle et inscrit aux monuments historiques par arrêté du 21 juin 1927 qui comporte une curieuse décoration de plantes et animaux.

## Architecture
L'église est de plan allongé à nef unique dont le plafond est lambrissé et en berceau brisé.
Le sanctuaire à fond plat est éclairé en haut par une petite rosace percée en 1851.

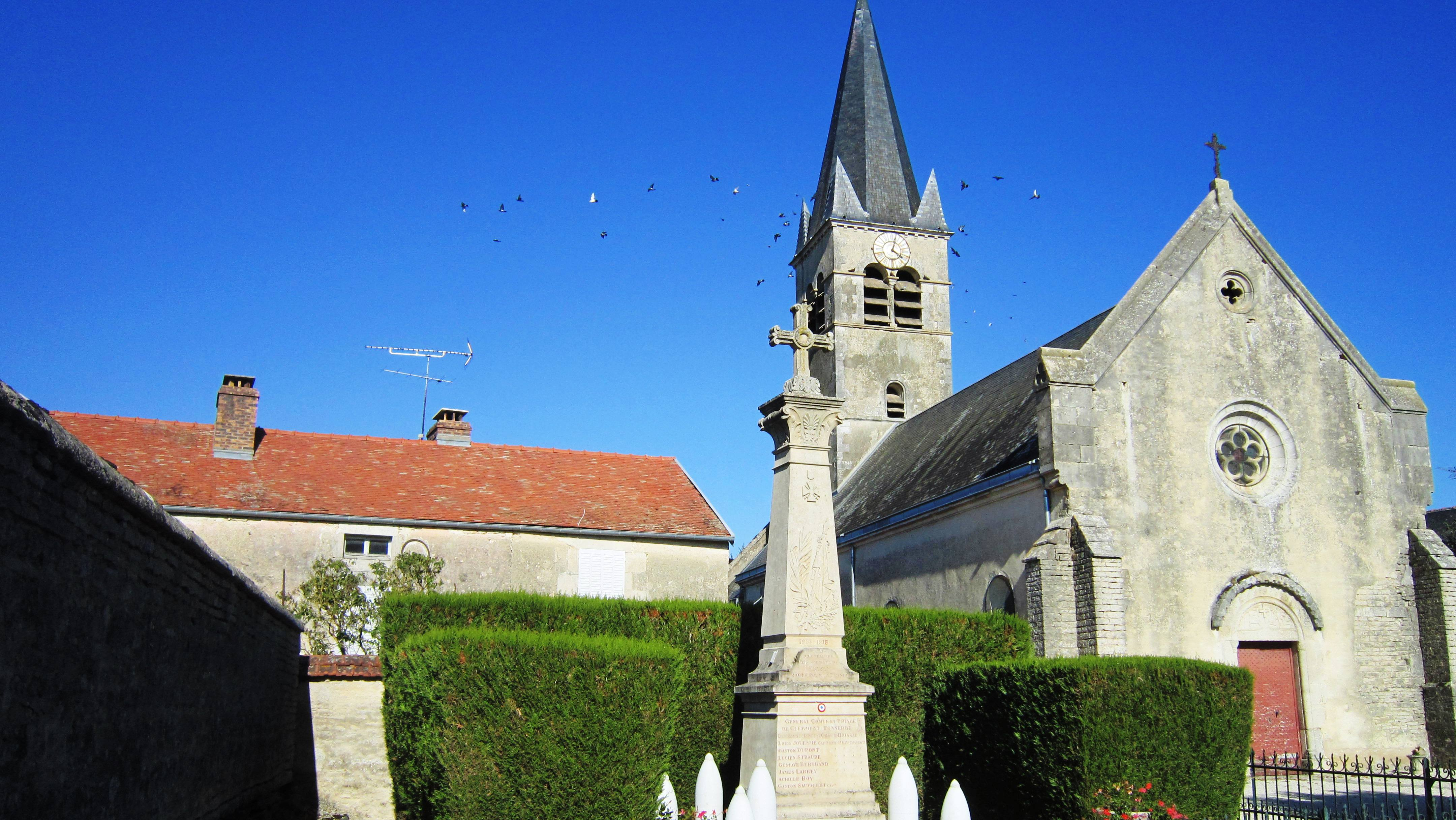
pignon ouest et portail
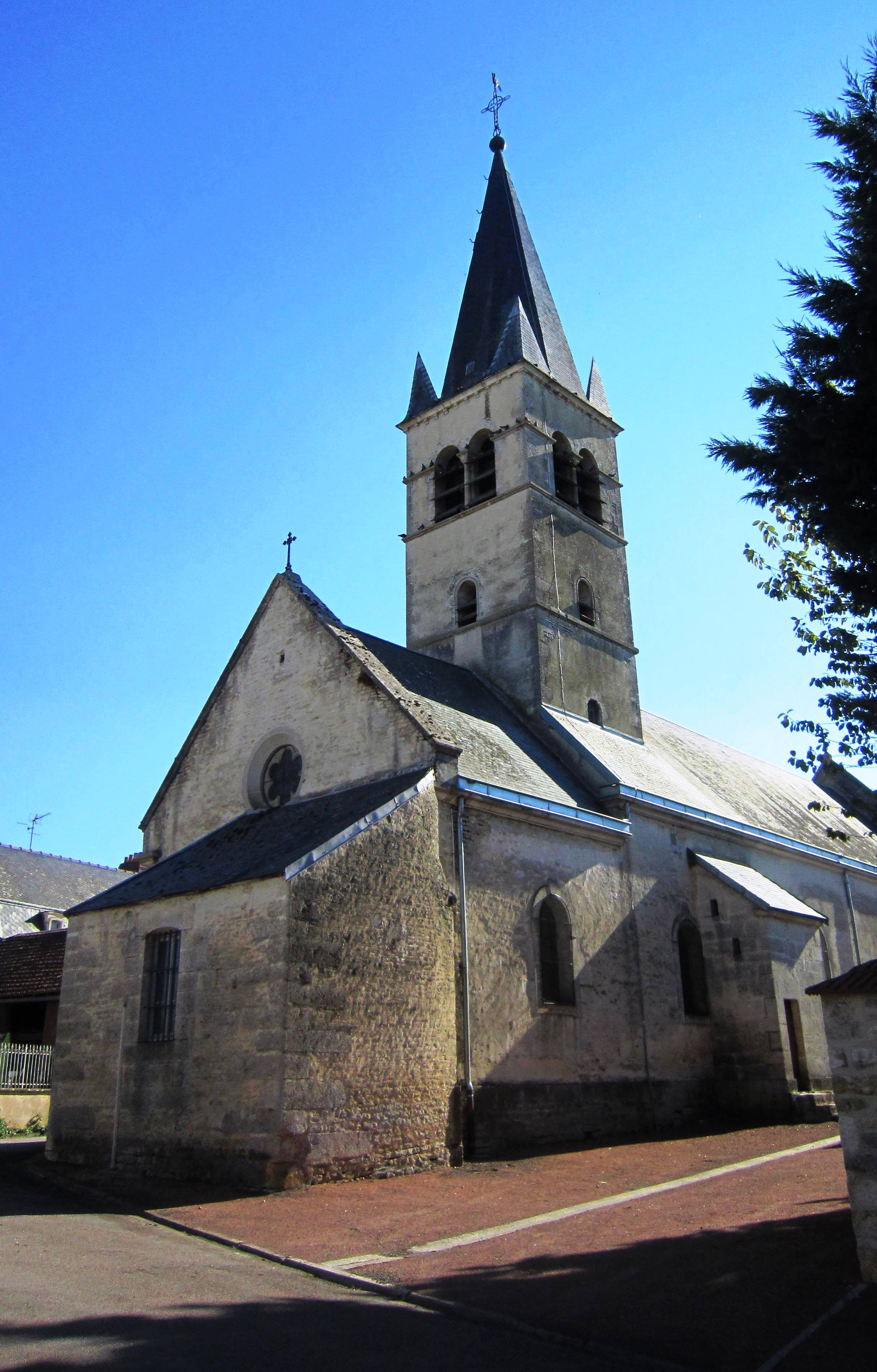
pignon est

## Mobilier
Le mobilier liturgique de l'église Saint-Laurent (autel, tabernacle, retable architecturé, chaire remarquable avec figures polychromes, chemin de croix, reliquaire, bâtons et croix de procession …) fait l’objet d’une inscription à l’Inventaire général du patrimoine culturel ainsi que :
- une importante statuaire polychrome : 2 Vierges à l'Enfant (XVIe siècle et XIXe siècle), anges et angelots du XVIIIe siècle, Christ en croix (XVIIIe siècle), Saint-Eloi, baptême du Christ, Saint-Michel, Saint-Pierre avec un coq, la Cène en retable d'autel ;
- deux vitraux : la Crucifixion et la Présentation de la Vierge au Temple ;
- quelques tableaux : Crucifixion (XVIIe siècle), saint Joseph et l'Enfant Jésus (XVIIe siècle), Prieur de l'abbaye du val des choues (XVIIIe siècle)[2]

## Annexe